# Quận Sumter, Georgia
Quận Sumter là một quận trong tiểu bang Georgia, Hoa Kỳ. Quận lỵ đóng ở thành phố Americus 6. Theo điều tra dân số năm 2000 của Cục điều tra dân số Hoa Kỳ, quận có dân số 33.200 người 2. Ước tính dân số năm 2007 là 32.532 người.